# Роже Доммерг Полакко де Менас

Кадр з фільму «Інтерв'ю з професором» (Entretien avec le professeur), 2009 рік.

Роже Доммерг Полакко де Менас — народився в 1923 році, французький публіцист, відомий своєю підтримкою ревізіоністських теорій. Видав кілька книг і статей про природну медицину.

## Життєпис
Під час Другої світової війни служив в ВПС армії «Вільна Франція» (фр. Forces françaises libres).
Отримав докторський ступінь у галузі психології.
Син не-єврея і єврейської християнки (з його автобіографії), не обрізаний. Однак протягом більшої частини дитинства його виховувала бабуся по материнській лінії Charlotte de Menasce, єврейка, але він повністю відкинув юдаїзм, як і згодом християнство (яке він визначає як єврейську релігію). Був масоном, але тепер вважає себе атеїстом і агностиком.

## Теорії
Противник обрізання на 8-й день у єврейській громаді. Стверджує, що таке обрізання завдає дитині травми.
Активний прихильник і практик натуральної медицини, з якої він написав безліч есе і кілька книг. Він заснував у Шатору інститут д-ра Алексіса Карреля, асоціацію з розповсюдження практик природної медицини.
Він також випустив кілька ревізіоністських робіт, у тому числі «Освенцім, мовчання Хайдеггера» (фр. Auschwitz, le silence de Heidegger), після того як зацікавився цим питанням і тривалого листування з відомим ревізіоністом Голокосту Робером Форіссоном.

## Публікації

### Політика та історія
- J'ai mal de la terre, Éditions du Scorpion, Paris, 1965. (фр.)
- Dossiers secrets du XXI siècle (фр.)
- Auschwitz, le silence de Heidegger ou la fin du judéo-cartésianisme (фр.)
- La pollution médicale concrète et abstraite: chimie et freudisme (фр.)
- Vers la revie — traité synthétique de santé et médecine naturelle, Institut Dr. Alexis Carrel, Châteauroux, 1987. (фр.)
- La vérité sur Hitler et le nazisme (фр.)
- L'Histoire devant l'incontournable question juive, éditions Le Styx, Paris-Budapest. (фр.)
- Étude psycho-physiologique des dandys romantiques (ou le dandy romantique hyperthyroïdien physiologique) (sous la direction d'Albeaux Fernet), thèse de doctorat en psychopathologie, Sorbonne, 1971. (фр.)
- Le martyre et l'holocauste des nègres par les juifs trafiquants esclavagistes (фр.)
- Vérité et Synthese (фр.)
- Відкритий лист Стівену Спілбергу (укр.)
- Голокост очима Шерлока Холмса (укр.)
- «Освенцим, мовчання Хайдеггера»
- The «Shoa» sherlockholmised